# Saint-Martin-de-la-Place
Saint-Martin-de-la-Place korábbi község Franciaország Loire mente régiójában, Maine-et-Loire megyében. 2018. január 1-jén beolvadt Gennes-Val-de-Loire új községbe.
Lakosainak száma 1153 fő (2018. január 1.). Saint-Martin-de-la-Place Chênehutte-Trèves-Cunault, Longué-Jumelles, Saint-Clément-des-Levées, Saumur és Vivy községekkel határos.

## Népesség
A település népessége az elmúlt években az alábbi módon változott:
| Lakosok száma | 1112 | 1011 | 1018 | 1129 | 1115 | 1171 | 1152 | 1149 | 1154 | 1153 |
|               | 1968 | 1975 | 1982 | 1990 | 1999 | 2011 | 2013 | 2015 | 2017 | 2018 |